# Haerent Animo
Haerent Animo – adhortacja papieża Piusa X o świętości kapłańskiej wydana 4 sierpnia 1908 r. Dokument papieski stanowi odezwę do duchowieństwa katolickiego.
Do Haerent Animo odniósł się m.in. papież Jan XXIII w swojej encyklice Sacerdotii nostri primordia.